# La Ciudad (Durango)
La Ciudad es una localidad del estado mexicano de Durango. Es parte del municipio de Pueblo Nuevo.

## Demografía
| Gráfica de evolución demográfica |
|                                  |

| Censo | Población |
| ----- | --------- |
| 1940  | 197       |
| 1950  | 469       |
| 1960  | 2 990     |
| 1970  | 1 147     |
| 1980  | 1 741     |
| 1990  | 2 957     |
| 2000  | 2 833     |
| 2010  | 2 609     |
| 2020  | 2 693     |